# Decumanus

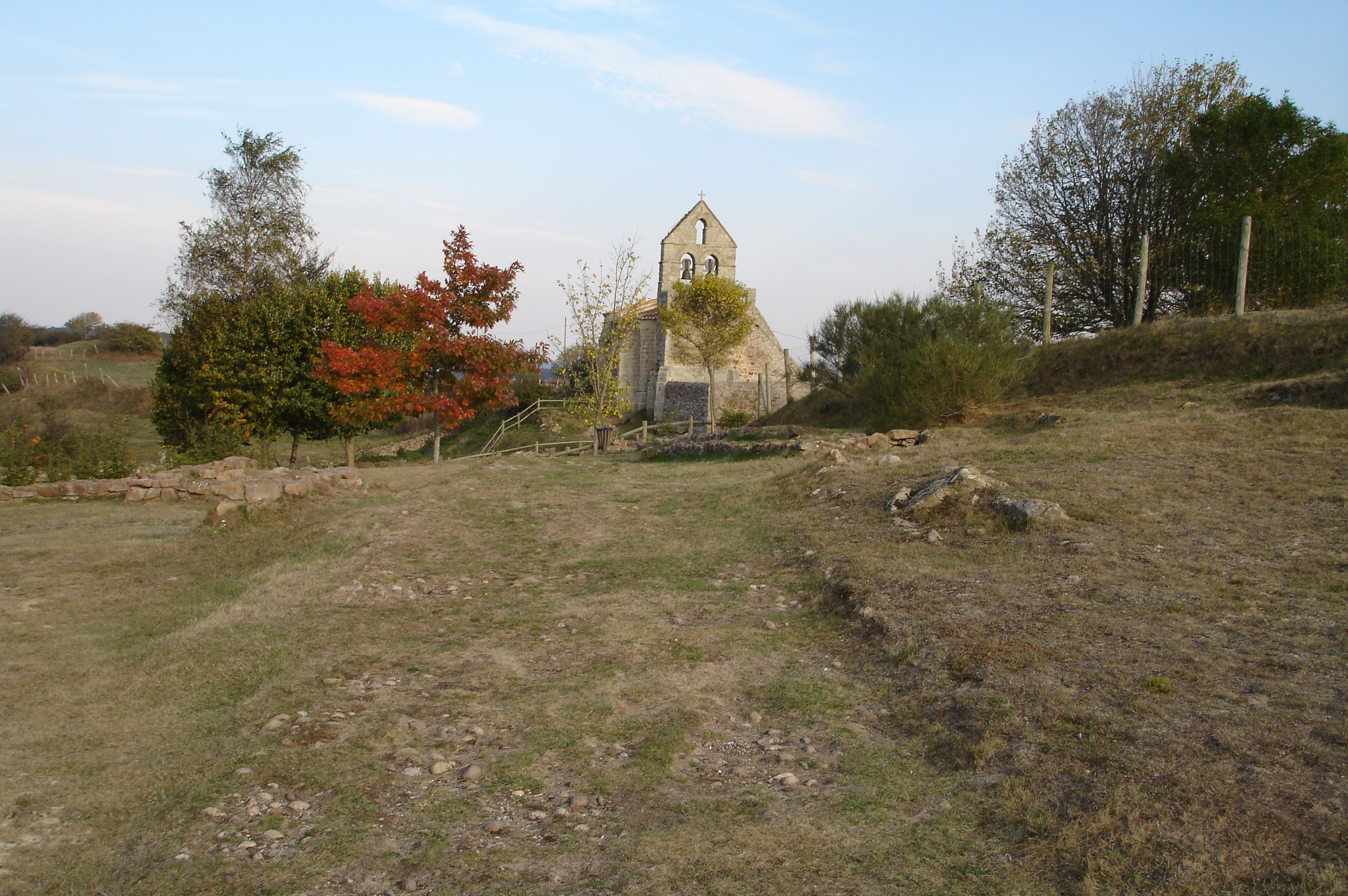
Decumanus maximus van Julióbriga.

Een Decumanus was in oude Romeinse steden die volgens een rechthoekig stratenpatroon waren aangelegd, een (ongeveer) oost-west lopende straat. De centrale oost-weststraat werd ook wel Decumanus maximus (‘grootste decumanus’) genoemd om hem te onderscheiden van de andere decumani die er parallel aan liepen.
De naam decumanus (of decimanus) is Latijn voor ‘behorend tot het tiende’. Het was van oorsprong de naam voor de oost-west hoofdweg door een Romeins legerkamp (castra). Deze naam werd daarvoor gebruikt omdat het tiende cohort van een Romeins legioen zijn vaste plek aan de oost-west hoofdweg had.
Een noord-zuid lopende straat werd cardo genoemd, de noord-zuid lopende hoofdstraat Cardo maximus. Op de plaats waar de cardo maximus en de decumanus maximus elkaar kruisten lag het centrum van de stad. Hier stond veelal een tetrapylon.